# Andorra op de Olympische Winterspelen 1992
Tijdens de Olympische Winterspelen van 1992, die in Albertville (Frankrijk) werden gehouden, nam Andorra voor de vijfde keer deel.

## Deelnemers en resultaten

### Alpineskiën
| Olympiër          | Discipline       | Resultaat | Prestatie                                              |
| ----------------- | ---------------- | --------- | ------------------------------------------------------ |
| Gerard Escoda (2) | super g (m)      | DSQ       | diskwalificatie                                        |
| Gerard Escoda (2) | reuzenslalom (m) | 36e       | run 1: 1.10,70 run 2: 1.07,99 totaal: 2.18,69 (+11,71) |
| Gerard Escoda (2) | slalom (m)       | 32e       | run 1: 57,35 run 2: 57,36 totaal: 1.54,71 (+10,32)     |
| Victor Gómez      | super g (m)      | DSQ       | diskwalificatie                                        |
| Victor Gómez      | reuzenslalom (m) | DNF-2     | run 1: 1.12,87 run 2: opgave                           |
| Nahum Orobitg (2) | super g (m)      | DSQ       | diskwalificatie                                        |
| Nahum Orobitg (2) | reuzenslalom (m) | 38e       | run 1: 1.11,37 run 2: 1.07,93 totaal: 2.19,30 (+12,32) |
| Nahum Orobitg (2) | slalom (m)       | DNF-1     | run 1: opgave                                          |
| Ramon Rossell     | super g (m)      | 47e       | 1.19,10 (+6,06)                                        |
| Ramon Rossell     | reuzenslalom (m) | DNF-2     | run 1: 1.12,28 run 2: opgave                           |
| Ramon Rossell     | slalom (m)       | DNF-1     | run 1: opgave                                          |
|                   |                  |           |                                                        |
| Vicky Grau        | super g (v)      | 37e       | 1.30,07 (+8,85)                                        |
| Vicky Grau        | reuzenslalom (v) | DNF-1     | run 1: opgave                                          |
| Vicky Grau        | slalom (v)       | DNF-1     | run 1: opgave                                          |

Algerije · Amerikaanse Maagdeneilanden · Andorra · Argentinië · Australië · België · Bermuda · Bolivia · Brazilië · Bulgarije · Canada · Chili · China · Chinees Taipei · Costa Rica · Cyprus · Denemarken · Duitsland · Estland · Filipijnen · Finland · Frankrijk · Gezamenlijk team · Griekenland · Groot-Brittannië · Honduras · Hongarije · Ierland · IJsland · India · Italië · Jamaica · Japan · Joegoslavië · Kroatië · Letland · Libanon · Liechtenstein · Litouwen · Luxemburg · Marokko · Mexico · Monaco · Mongolië · Nederland · Nederlandse Antillen · Nieuw-Zeeland · Noord-Korea · Noorwegen · Oostenrijk · Polen · Puerto Rico · Roemenië · San Marino · Senegal · Slovenië · Spanje · Swaziland · Tsjecho-Slowakije · Turkije · Verenigde Staten · Zuid-Korea · Zweden · Zwitserland